# Chronologie de Game of Thrones

Cet article décrit la chronologie des évènements se déroulant dans l'univers fictif de Game of Thrones / Le Trône de fer.

## Période ancienne

### Âge de l'aube (jusqu'à -10000)
L'âge de l'aube est une période d'une durée incertaine qui précède toutes les autres périodes de l'histoire. Le peu que l'on en sait vient des contes des Andals, des Valyriens et des Ghiscaris, dont les écrits ont été repris ensuite par les mestres de Westeros.
À cette époque, Essos est peuplé par d'innombrables tribus barbares. À Westeros, les premiers habitants connus sont les Enfants de la forêt, qui se nomment eux-mêmes « Ceux qui chantent les chants de la Terre », une race de petites créatures magiques humanoïdes vénérant la nature. Ils cohabitent avec les Géants, d'immenses créatures vivant au Nord du continent ; leur existence a peuplé les contes et légendes des Sauvageons.

#### Arrivée des Premiers hommes (vers -12000)
Environ 12000 ans avant le début de l'histoire, un groupe de colons humains venus d'Essos, les Premiers hommes, débarquent sur le continent après avoir traversé le Bras Cassé, une bande de terre reliant à l'époque Essos et Westeros. Équipés d'épées de bronze et montés sur des chevaux, ils sont plusieurs milliers à envahir le continent et migrent rapidement vers le Nord. Sitôt installés, ils entreprennent de cultiver la terre, d'élever des troupeaux et de couper les arbres sacrés pour construire des villages, déclenchant une guerre avec les Enfants de la forêt. Bien moins armés que les Hommes, sans parler de leur taille et de leur force largement inférieure, les Enfants voient leur nombre drastiquement réduit. Dans une dernière tentative de les repousser, les Enfants ont, d'après la légende, invoqué d'incroyables inondations ayant brisé le pont naturel constituant le Bras Cassé et transformé le Neck en un immense marécage. Après une guerre ayant duré plusieurs siècles, la paix est finalement signée sur l'île aux Faces par un accord appelé « Le Pacte ». Les Enfants acceptent de céder les terres cultivables de Westeros, se réfugiant dans les forêts ; ils reçoivent aussi l'assurance des Hommes qu'ils ne couperaient plus les arbres sacrés.

### Âge des héros (-10000 à -6000)
Ainsi débute l'Âge des héros, qui dura 4000 ans. Pendant cette époque, les Premiers hommes adoptent les dieux des Enfants de la forêt, qui devinrent plus tard connus comme les Anciens dieux de Westeros. Les Hommes, occupant désormais l'ensemble des terres du continent jusqu'aux Contrées de l'éternel hiver loin au Nord, bâtissent des châteaux et des forteresses. Rois mineurs et puissants seigneurs se succèdent, aucun n'étant cependant assez fort pour régner sur tous les autres. Les centaines de royaumes ainsi créés constituent les bases de ceux qui forment aujourd'hui les Sept Couronnes.
L'âge des héros est l'époque privilégiée dans laquelle se déroule la plupart des contes et légendes racontées aux enfants de Westeros au moment où se déroule l'histoire. Des noms comme Brandon le Bâtisseur, Garth Mainverte, Lann le Futé, Durran Dieux-deuil, Symeon Prunelles étoilées ou Serwyn au Bouclier-Miroir sont les héros de nombreuses légendes ; la réalité de leurs aventures, ou même de leur existence, est toutefois perdue dans les tréfonds de la transmission orale ayant perduré plusieurs milliers d'années.

### Longue Nuit (vers -8000)
Huit mille ans avant la Conquête, un hiver obscur et implacable s'est installé sur Essos et Westeros ; surnommé « La Longue Nuit », il a duré une génération. Certaines légendes disent même que le soleil n'a jamais brillé pendant cet hiver particulièrement long. Les légendes de l'ancien peuple Rhoynar ainsi que celles des serviteurs du dieu R'hllor à Asshaï évoquent chacune des héros ayant permis au soleil de réapparaître. Cependant, la légende la plus connue à Westeros attribue l'arrivée de la Longue Nuit à l'apparition d'une mystérieuse race surnaturelle appelée les Marcheurs blancs, ou les « Autres » qui émergea des tréfonds du Nord. Cherchant à éliminer toute lumière et toute chaleur, ils descendent des Contrées de l'éternel hiver, montés sur des chevaux morts et de géantes araignées des glaces, et suivis par une armée d'hommes morts appelés spectres.
Les Enfants de la forêt et les Premiers hommes de la Garde de nuit s'unissent pour les repousser au cours de ce qui fut appelé la bataille de l'Aube. Grâce au pouvoir conjugué du verredragon, du feu et de la construction d'un immense Mur de glace,,, les Marcheurs Blancs sont vaincus et se retranchent loin au Nord.

### Possessions valyriennes (vers -4500)
Alors que Westeros est recouvert par la Longue Nuit, un nouveau pouvoir se lève à l'Est. C'est là-bas que la civilisation à proprement parler s'y est développée, notamment au sein de l'ancienne Ghis — bien que Qarth, Yi Ti et Asshaï en revendiquent également la primauté. Ghis est une cité construite grâce à l'esclavage par Grazdan le Grand sur la côte orientale de la Baie des serfs. Ghis l'ancienne et son armée ont rapidement colonisé les environs et assujetti ses voisins. Ainsi est né le premier empire du monde connu, l'Empire ghiscari ou « Vieil Empire ». Cependant, c'est aussi dans cette région bordant la mer d'Été que se développe ce qui cause la ruine de Ghis, Valyria.
Situé sur une péninsule à l'ouest de la baie des Serfs, Valyria est la capitale d'un immense empire appelé « les Possessions », caractérisée à son apogée par une civilisation très avancée, une domination militaire, et, par son langage, le haut valyrien, un pouvoir culturel certain. Ayant appris à dresser les dragons, Valyria a lutté avec acharnement pour le contrôle de la baie, se heurtant notamment à Ghis. Les Ghiscari ont tenté de stopper l'expansion des Valyriens, menant cinq guerres, chacune remportée par les Valyriens. Lors de la dernière bataille, 5 000 ans avant la Conquête, les Valyriens anéantissent l'empire ghiscari et rasent leur capitale,,. Au cours des siècles qui ont suivi, Valyria a poursuivi conquêtes et colonisations, construisant de grandes cités à travers le continent et traçant les principales routes qui jalonnent aujourd'hui Essos, toutes menant vers leur capitale,.
Les Valyriens tenaient leur puissance principalement de l'efficacité de leurs dragons en combat, mais aussi de l'utilisation de la magie, et de leurs armes forgées, sans équivalent connu : les lames en acier valyrien étaient plus légères, plus résistantes et plus tranchantes que celles en fer, et sont encore très prisées à l'époque des romans. Les Valyriens n'ont pas de roi, mais leur empire s'appelle « les Possessions » parce que chaque propriétaire terrien citoyen peut donner son avis. Le peuple Rhoynar a combattu Valyria mais fuit finalement vers Westeros, débarquant à Dorne. À son apogée, l'empire valyrien s'étend pratiquement sur l'ensemble du continent, jusqu'à Peyredragon (Dragonstone) à Westeros en son point le plus occidental. Les neuf Cités libres sont considérées comme les filles de Valyria, bien que Braavos soit parfois vue comme un enfant illégitime car refuge des esclaves fugitifs.
L'histoire de Ghis est similaire à celle de Carthage, Valyria étant elle rapprochée de Rome avant son Âge sombre, mais Martin explique que « la chute de l'Empire romain est un lent processus qui a pris des siècles, alors que Valyria est tombée en une seule nuit. En ce sens, elle ressemble plus aux légendes de l'Atlantide,. »

### Invasion des Andals (-6000 à -4000)
Deux mille ans après la Longue Nuit, les Andals envahissent Westeros après avoir franchi le Détroit (Narrow Sea) séparant Westeros d'Essos. Leurs armes d'acier viennent aisément à bout de celles des Premiers Hommes, mais ils sont cependant incapables de s'emparer du Nord, en raison des défenses naturelles de la région. Les Andals amènent avec eux la religion des Sept, depuis répandue dans le Sud du continent, ainsi que la forge, le modèle féodal et la chevalerie. Ils importent aussi l'écriture et c'est à partir de cette époque que sont réellement écrites les histoires les plus anciennes du continent.
Si les Enfants de la forêt disparaissent peu à peu, les Premiers hommes s'unissent finalement avec les Andals et ensemble, ils forment les six puissants royaumes de Westeros, gouvernées par les cinq lignées les plus importantes : les Arryn, les Durrandon, les Lannister, les Stark, les Chenu et les Jardinier. Le désert méridional du continent subit une guerre constante jusqu'à ce que la reine guerrière Nymeria des Rhoynar venue d'Essos n'y débarque en -750 et, par une alliance avec la maison Martell, n'unisse la région sous sa loi, faisant de Dorne le sixième royaume de Westeros,.

## Période récente
Notes :
- RRF : Règne du Roi fou ;
- RRB : Règne de Robert Baratheon.

### Fléau de Valyria (-100)

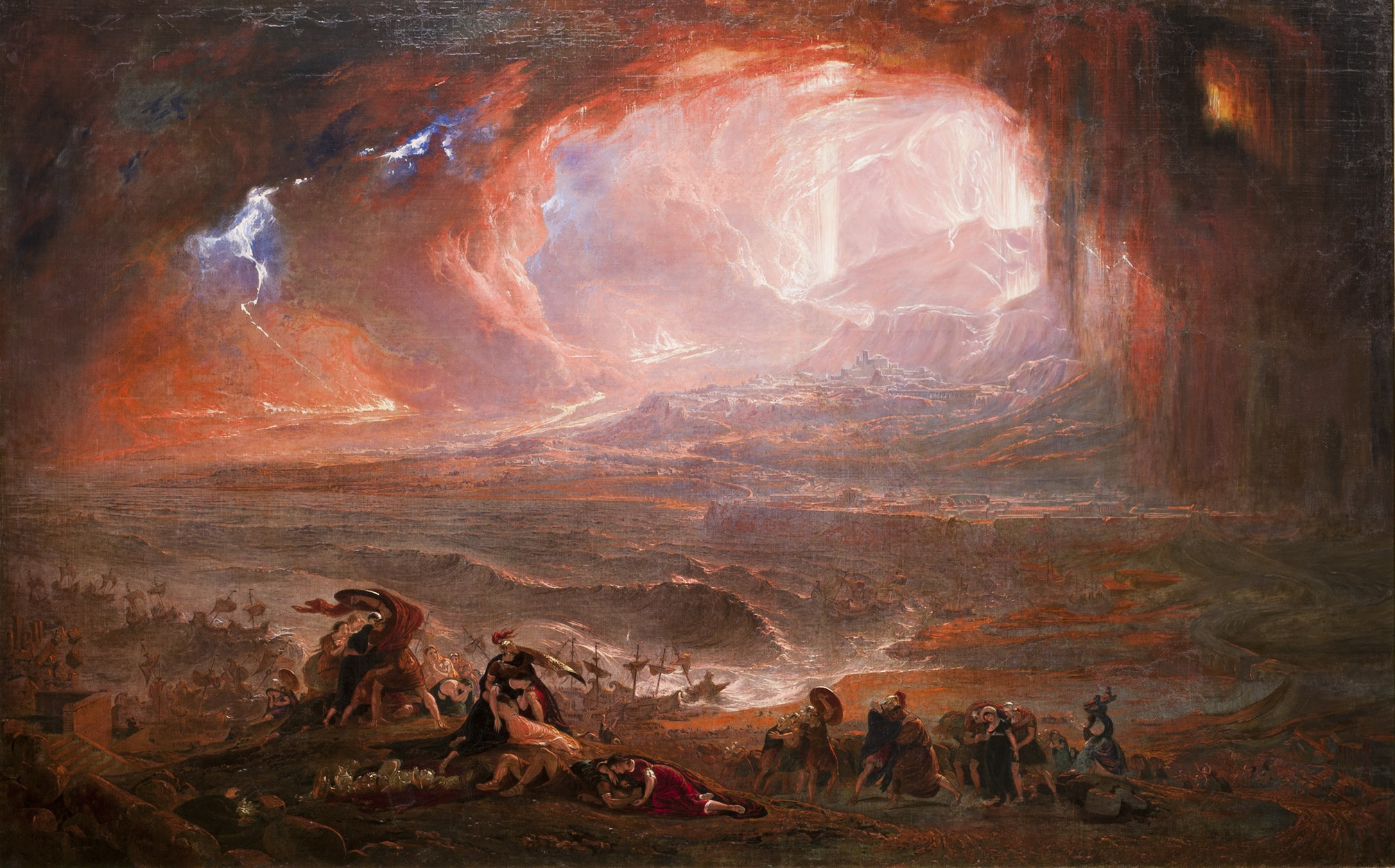
The Destruction of Pompeii and Herculaneum (1822) par John Martin.

Les possessions valyriennes sont détruites par le prétendu « fléau » qui eut lieu quelque 400 ans avant les événements des romans (en −100),. Apparemment d'origine volcanique et sismique, le Fléau a eu des conséquences sur un périmètre de 800 kilomètres autour de Valyria. La terre autour de la ville fut alors fragmentée en plusieurs petites îles, créant la mer Fumeuse entre elles. Des dizaines de milliers de personnes furent englouties par la mer. Martin a comparé « le fléau » qui a touché Valyria à l'éruption volcanique du Vésuve qui a détruit Pompéi et Herculanum, ou à celle du Krakatoa,.

### Règne des dragons (1 à 131)

#### Conquête d'AegonIer(-2 à 1)
Trois cents ans avant le début des romans, le continent a subi une dernière invasion, lancée par Aegon Targaryen le Conquérant et ses deux sœurs, Visenya et Rhaenys. Bien que leurs forces soient moindres que celles des royaumes, ils possédaient trois dragons dont la puissance anéantit toute résistance ; la forteresse la plus puissante du continent, Harrenhal, a été réduite en cendres alors que son roi et ses fils ont été brûlés vifs par le feu des dragons.
Surnommée « la Conquête », cette invasion a unifié six des sept royaumes ; Dorne a héroïquement résisté deux cents ans de plus avant d'être rattaché aux Sept Couronnes à la suite d'un mariage-alliance. La dynastie des Targaryen a créé le trône de fer, un siège réalisé par l'assemblage des épées des chefs vaincus, fondues par le feu d'un dragon, et établi sa capitale à Port-Réal. Et bien que le dernier dragon soit mort un siècle et demi après leur prise de pouvoir, les Targaryen régnèrent encore pendant plusieurs décennies.

### Danse des dragons (129 à 131)
À la suite de la guerre de succession connue sous le nom de « Danse des dragons », la majeure partie de ces animaux trouvent la mort. Les survivants furent empoisonnés par les mestres sur ordre du roi, traumatisé par la mort de sa mère. Cette dernière fut dévorée vivante par un dragon sous les yeux de son fils.

### Rébellion de Robert (280 à 281)
Quinze ans avant le début de l'histoire, sous le règne d'Aerys II, surnommé le « Roi fou », une guerre civile éclate, causée par la folie et la cruauté du roi, mais l'enlèvement de Lyanna Stark constitue, dans les romans, l'élément déclencheur de la révolte. Fille de Lord Rickard Stark, seigneur du Nord, et fiancée à Lord Robert Baratheon des terres de l'Orage, Lyanna est enlevée par le prince Rhaegar Targaryen et retenue à Port-Réal. Rickard Stark et son fils Brandon se rendent à la capitale pour exiger sa libération, et ils sont exécutés par le roi, qui ordonne qu'ils soient brûlés vifs. En représailles, l'autre frère de Lyanna, Eddard Stark, Robert Baratheon et leur mentor commun, Lord Jon Arryn, appellent leurs bannerets à les suivre dans ce qui est appelé la « rébellion de Robert ». La révolte se termine à la bataille du Trident au cours de laquelle Robert tue Rhaegar. Peu après, l'ancienne Main du roi, Lord Tywin Lannister de Castral Roc, pénètre dans la capitale et la met à sac. Il ordonne également l'assassinat de tous les héritiers d'Aerys, y compris les nouveau-nés ; la femme enceinte du roi et son jeune fils Viserys parviennent cependant à s'échapper vers Peyredragon,, mais la reine meurt en mettant au monde sa fille Daenerys ; les deux enfants sont mis en sûreté dans les Cités libres d'Essos. Le roi Aerys est assassiné par Jaime Lannister, son propre garde du corps, ce qui lui vaut le surnom de « Régicide ». Pendant ce temps, Lyanna meurt dans les bras d'Eddard juste après que ce dernier l'a retrouvée, mettant ainsi fin à la rébellion. Robert s'empare du trône et épouse Cersei Lannister, la fille de Tywin, afin de s'assurer le soutien des Lannister, la famille la plus riche du continent.

### Règne de Robert Baratheon (282 à 298)
Robert Baratheon règne 17 ans en tant que roi des Sept-Couronnes. Durant son règne se produit la rébellion Greyjoy : Lord Balon Greyjoy des Îles-de-Fer se proclame « roi des Îles de Fer » et prononce l'indépendance de son territoire. Ned Stark, Tywin Lannister et Stannis Baratheon mènent bataille et l'emportent, mettant un terme à la sécession des Fer-nés. Westeros connaît alors une ère de paix et de prospérité.
Au début de la saga, la Main du roi Lord Jon Arryn meurt et Robert Ier demande à Ned Stark de prendre ce poste. Ce dernier accepte et emmène sa famille à Port-Réal, où sa fille aînée Sansa doit épouser le prince héritier Joffrey. Ned découvre néanmoins que Joffrey, son frère et sa sœur sont le fruit de l'inceste entre la reine Cersei Lannister et son frère jumeau Jaime, ce qui le rend illégitime. Alors que le roi meurt après un accident lors d'une partie de chasse, la Main du roi proclame Stannis nouveau souverain en sa qualité de frère cadet de feu le monarque, mais se trouve trahi par ceux qu'il pensait ses alliés et se fait exécuter en public sur ordre de Joffrey Ier, couronné roi des Sept Couronnes. La révélation de l'illégitimité du nouveau roi et la mort brutale de Lord Stark conduisent au déclenchement de la guerre des cinq rois.

## Période racontée dans la série et les livres
Note :
- IWDTGG : Invasion de Westeros par Daenerys Targaryen et Grande guerre.

### Guerre des cinq rois (298 à 302)
La guerre des cinq rois commence peu après le début de la saga. Elle oppose, Joffrey Baratheon, fils de Cersei Lannister et de Jaime Lannister, roi des Sept Couronnes, Robb Stark, roi du Nord et fils d'Eddard et de Catelyn Stark, Balon Greyjoy, roi des Îles de Fer, Renly Baratheon, frère de Stannis et de Robert, autoproclamé roi des Sept Couronnes, Stannis Baratheon, frère de Renly et de Robert, prétendant légitime au sens des règles de succession. À la fin de l'année 302, tous sont morts, laissant la place soit à des héritiers parfois rivaux, soit à des barons indociles, lesquels rendent la situation politique très incertaine. En outre, le début des troubles coïncide avec un automne annonciateur d'un hiver terrible et avec une tentative d'invasion des sauvageons au nord, eux-mêmes fuyant un ennemi mystérieux : les Marcheurs blancs.
Les troubles commencent après la mort de Robert Baratheon et notamment après l'exécution de Ned Stark.

### Rébellion de Robb Stark
Après la mort d'Eddard Stark, son fils Robb entre en rébellion ouverte contre la Couronne. Après un début de conflit catastrophique, il gagne la bataille du Bois-aux-Murmures, lors de laquelle Jaime Lannister, est capturé. Après cette bataille, il est proclamé roi du Nord, par ses soldats,.

### Mort de Renly Baratheon et bataille de la Néra
Renly Baratheon et Stannis Baratheon, expriment leurs désirs, de monter eux aussi, sur le Trône de Fer,. Renly meurt et les vassaux de Renly retournent leur veste, en faveur de Stannis. Stannis affronte les troupes du roi Joffrey, devant Port-Réal, la capitale, lors de la bataille de la Néra, et est défait, notamment grâce à l'appui prêté par Tywin Lannister, aux troupes de Joffrey.

### Rébellion de Balon Greyjoy et noces pourpres
Balon Greyjoy, seigneur des Iles de Fer, envahit le Nord, en l'absence de Robb Stark, occupé à combattre les troupes, au service du roi Joffrey. Il est assisté en cela par sa fille, Yara Greyjoy et son fils, Theon Greyjoy, qui prend Winterfell, la demeure des Stark.
Ce n'est toutefois pas Theon, qui porte le coup de grâce, aux Stark. La trahison de Walder Frey, qui fait tuer les Stark, alors que ceux-ci sont invités chez lui, met, en effet, fin à la rébellion de Robb Stark.